# Leopold zur Lippe-Biesterfeld-Weißenfeld
Graf Leopold zur Lippe-Biesterfeld-Weißenfeld (* 19. März 1815 in See bei Niesky; † 8. Dezember 1889 in Berlin) war preußischer Justizminister.

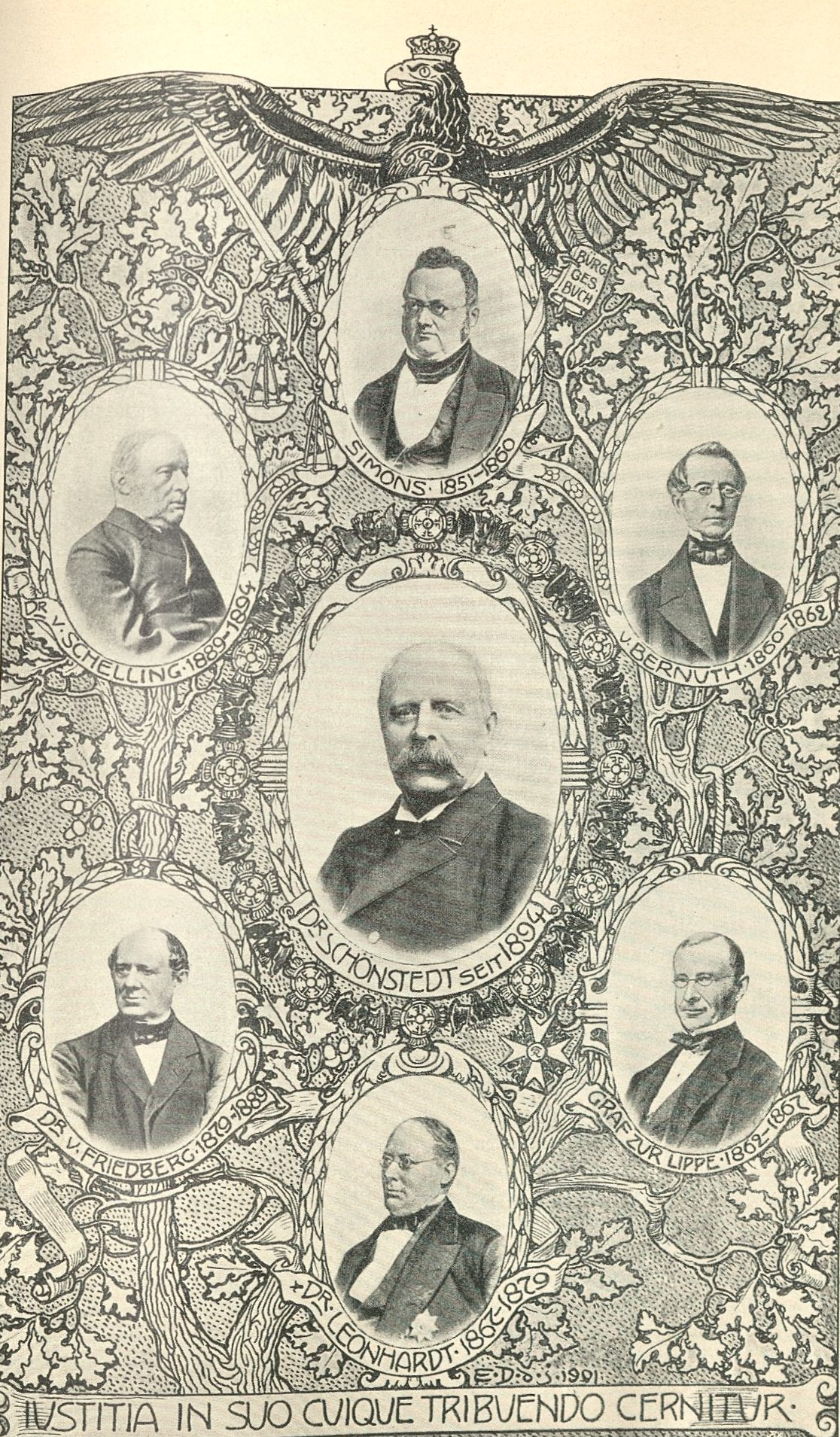
Justizminister Preußens 1851–1905

## Herkunft
Er war Angehöriger des Hauses Lippe, genauer der Linie Lippe-Weißenfeld. Seine Eltern waren Ludwig Graf und Edler Herr zur Lippe-Biesterfeld-Weißenfeld (1781–1860) und dessen Frau Eleonore Auguste, geb. Gräfin von Hohenthal (1795–1856). Der Historiker Ernst zur Lippe-Weißenfeld (1825–1909) war sein jüngerer Bruder.

## Leben
Von 1828 bis 1836 besuchte Leopold zur Lippe das Joachimsthalsche Gymnasium (Berlin) und begann 1836, Jura an der Friedrich-Wilhelms-Universität zu Berlin zu studieren. 1839 beendete er erfolgreich sein Studium und bekam darauf eine Anstellung im preußischen Justizdienst. Zehn Jahre später berief man den Grafen zur Lippe als Staatsanwalt nach Friedeberg, später wechselte er im gleichen Amt nach Cottbus und 1851 nach Potsdam. Im März 1860 avancierte Leopold zur Lippe zum Rat beim Appellationsgericht in Glogau, wechselte aber unmittelbar darauf wieder als erster Staatsanwalt zum Stadtgericht in Berlin und wurde 1861 zum Oberstaatsanwalt beim Kammergericht ernannt.
Nach dem Ende der „neuen Ära“ trat er am 17. März 1862 als Justizminister in das Ministerium Hohenlohe und wurde am 17. Mai zum Kronsyndikus und Mitglied des Herrenhauses ernannt. Obwohl Leopold zur Lippe für den Richterstand in Preußen mancherlei tat, unter anderem eine Ermäßigung der Gerichtskosten durchsetzte, war er neben Kultusminister Heinrich von Mühler das am meisten angegriffene Mitglied des Konfliktministeriums, da er die Positionen Otto von Bismarcks vorbehaltlos unterstützte. Zur Lippe war maßgeblich am Obertribunalsbeschluss gegen die Redefreiheit der Abgeordneten beteiligt. Auch votierte er gegen die Unabhängigkeit des preußischen Richterstandes und blockierte notwendige Reformen. Außerdem war er seinen Gegnern rhetorisch nicht gewachsen und konnte sich nur sehr ungeschickt im Abgeordnetenhaus verteidigen.
Als daher Bismarck 1866 Frieden mit der liberalen Majorität des Abgeordnetenhauses schloss, suchte er sich seines höchst unpopulären Justizministers zu entledigen, was ihm aber erst am 5. Dezember 1867 gelang. Seit dieser Zeit war Leopold zur Lippe ein erbitterter Gegner der Politik Bismarcks und trat im Herrenhaus der Begründung des Norddeutschen Bundes und des Deutschen Reichs sowie der kirchenpolitischen Gesetzgebung als eifriger Vertreter partikularistischer und konservativer Interessen entgegen.
Im Alter von 74 Jahren starb Graf Leopold zur Lippe-Biesterfeld-Weißenfeld auf seinem Landgut.